# Zeno (film)
Pour les articles homonymes, voir Zeno.
Pour plus de détails, voir Fiche technique et Distribution.
Zeno (Le parole di mio padre) est une comédie dramatique italienne réalisée par Francesca Comencini et sortie en 2001. 
Il s'agit d'une adaptation du roman psychologique La Conscience de Zeno (La coscienza di Zeno) d'Italo Svevo publié en 1923.
Le film a été sélectionné dans le programme Un certain regard au Festival de Cannes 2001.

## Synopsis
Après la mort de son père, Zeno Cosini se rend chez un vieil ami de son père, Giovanni Malfenti, pour trouver un emploi. Zeno est un garçon fermé, peu sûr de lui et quelque peu inepte, qui a changé plusieurs fois de cursus universitaire mais n'a pas réussi à trouver sa voie. Zeno vit seul, se promène souvent dans la ville et observe les gens, les rues et la vie qui ne lui est pas familière. Il commence à fréquenter la maison de Malfenti. Souvent invité à dîner, il fait la connaissance des filles de Giovanni : Ada, Alberta, Anna et Augusta. Après plusieurs tentatives vaines pour gagner l'amour d'Ada, et le rejet de celui d'Alberta, il finit par épouser Augusta. Le film s'achève sur la scène des deux jeunes mariés gravissant les marches de l'église vue depuis l'autre côté de la rue.

## Fiche technique
- Titre français : Zeno[2]
- Titre italien original : Le parole di mio padre[3]
- Réalisateur : Francesca Comencini
- Scénario : Carolina Olcese, Richard Nataf, Francesco Bruni, Paola Comencini, Francesca Comencini d'après La Conscience de Zeno (La coscienza di Zeno) d'Italo Svevo publié en 1923
- Photographie : Luca Bigazzi
- Montage : Francesca Calvelli
- Musique : Ludovico Einaudi
- Décors : Paola Comencini
- Production : Donatella Botti, Serge Lalou
- Société de production : Bianca Film, Mikado Film, Telepiù, Rai Cinema, Les Films d'ici, Arte France Cinéma (Paris)
- Pays de production :  Italie
- Langues originales : italien
- Format : couleur - 1,85:1 - Son Dolby - 35 mm
- Durée : 90 minutes
- Genre : Comédie dramatique
- Dates de sortie :
  - Italie : 22 septembre 2000
  - France : 24 avril 2002[2]

## Distribution
- Fabrizio Rongione : Zeno Cosini
- Chiara Mastroianni : Ada
- Viola Graziosi : Augusta
- Mimmo Calopresti : Giovanni Malfenti
- Toni Bertorelli : le père de Zeno
- Claudia Coli : Alberta